# 化妆

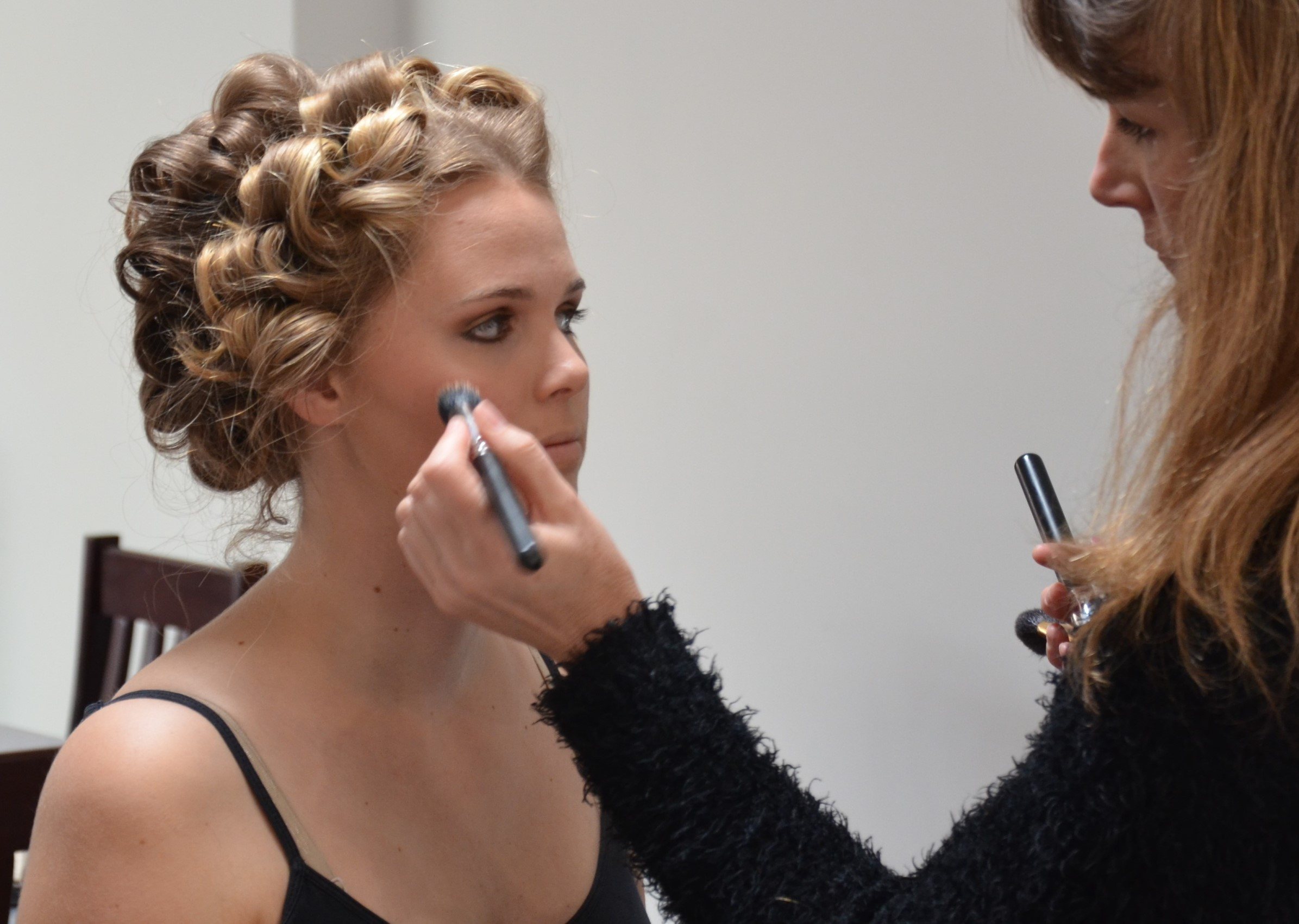
化粧師（右）正在上粧的女性（左）

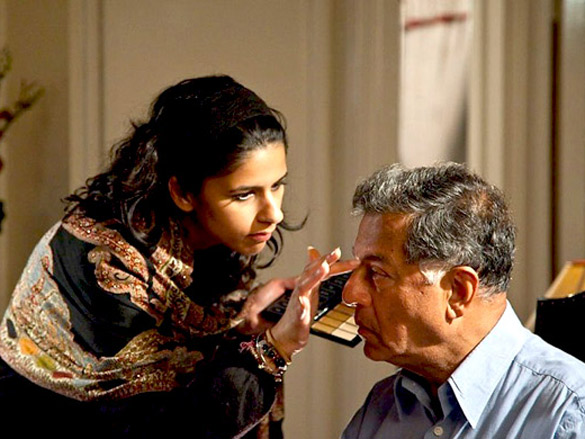
化粧師（左）為演員補粧（右）

化妆，為美容的手段之一，化妆广泛存在于人類社会和文化當中，几乎是普世文化通則的一部分。
一般来说，人们會根據工作需要和場合作相應的化妝，在越重視的場合，人們越可能化妝。例如藝人和演员需經常化妝参与演艺，出席宴会或聚会可以此示尊重，商务人士亦有可能在谈判或者面试时化妆来体现商务礼仪。

## 化妆方法
- 护肤
- 画眉
- 防晒
- 遮瑕

### 化妝用品
- 粉底
- 蜜粉
- 眼线
- 腮红
- 化妝水
- 防晒霜
- 剃须刀
- 面膜
- 粉底
- 眼影
- 睫毛膏
- 口红
- 润唇膏
- 胭脂
- 腮紅
- 遮瑕膏
- 染发剂
- 啫喱水
- 洗发水
- 香水
- 指甲油
- 指甲彩绘

## 参看
- 化妝品
- 化妝師
- 美容
- 礼仪
- 保健
- 保健品
- 修容 (美妝)